# Moisés Arias

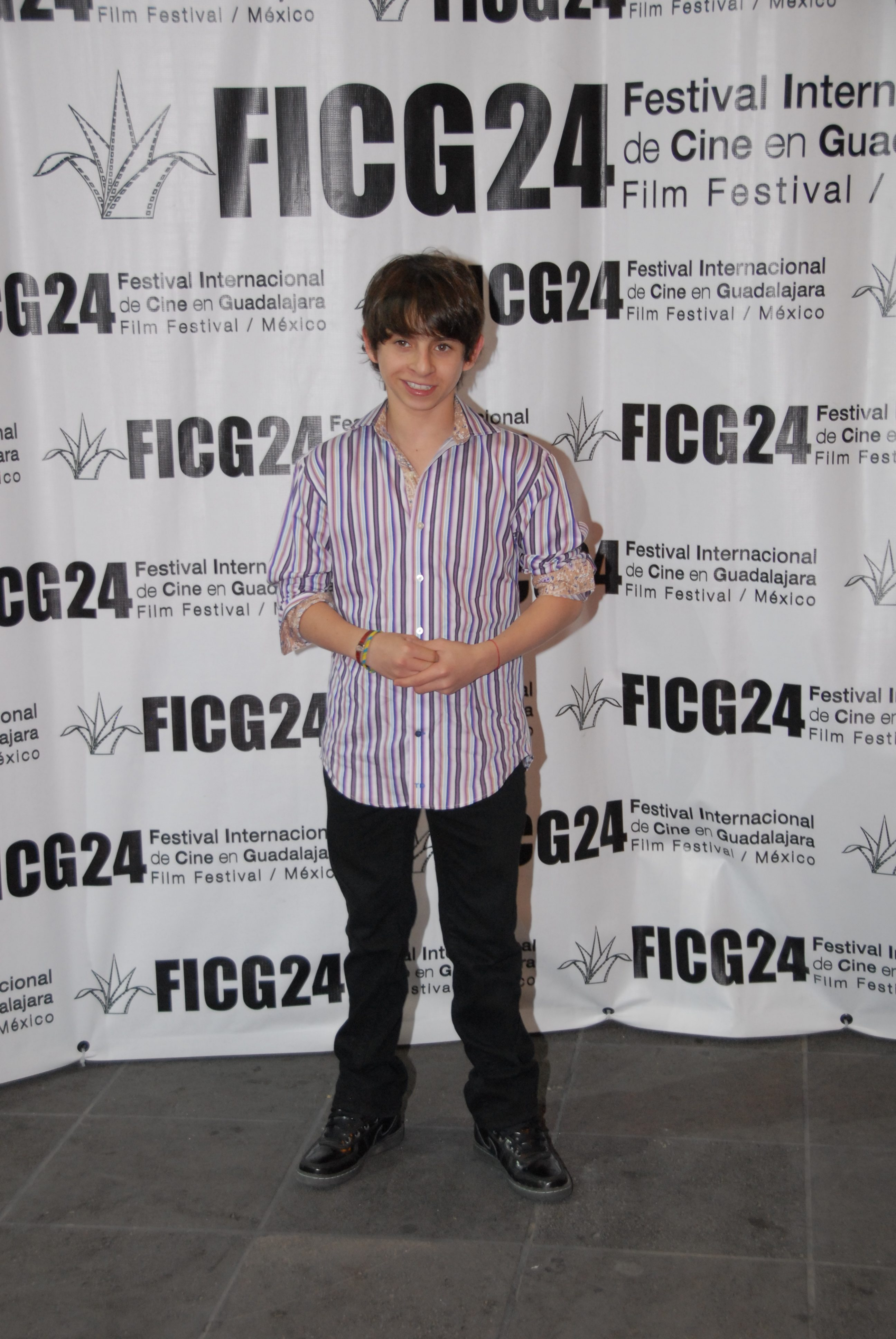
Moisés Arias (2009)

Moises Arias (ur. 18 kwietnia 1994 w Nowym Jorku) – amerykański aktor, grał w serialu produkcji programu Disney Channel, Hannah Montana. 

## Rodzina
Jego ojciec César Arias i matka Mónica (Rendon) pochodzą z Kolumbii. Ma brata (Mateo Arias), który towarzyszył Moisesowi gościnnie w serialu Disney Channel, Hannah Montana w odcinku Puk, Puk, Pukając w Głowę Jacksona jako jego kuzyn Angus.

## Kariera
Moises zaczął grać w wieku 11 lat. Pojawił się w filmie Nacho Libre, gdzie zagrał obok aktora, Jacka Blacka. Jednak największą sławę przyniosła mu rola w serialu Hannah Montana i filmie Dadnapped wytwórni Disney Channel.

## Teledyski
Wystąpił gościnnie w teledysku zespołu Jonas Brothers do piosenki S.O.S. w 2008 roku.

## Filmografia
| Rok                     | Tytuł                         | Rola                         | Przypis                        |
| ----------------------- | ----------------------------- | ---------------------------- | ------------------------------ |
| 2024                    | Fallout                       | Norm MacLean                 | serial Prime Video             |
| 2019                    | Trzy kroki od siebie          | Poe Ramirez                  | rola drugoplanowa              |
| 2016                    |                               |                              |                                |
| Jean-Claude Van Johnson | Luis                          | serial, rola pierwszoplanowa |                                |
| Ben-Hur                 | Dismas                        | rola drugoplanowa            |                                |
| 2013                    | Gra Endera                    | Bonzo Madrid                 | rola drugoplanowa              |
| 2013                    | Królowie lata                 | Biaggio                      | rola pierwszoplanowa           |
| 2013                    | Minionki rozrabiają           | Antonio Perez                | głos                           |
| 2010                    | Czarodzieje z Waverly Place   | sumienie Maxa                | rola gościnna                  |
| 2009                    | The Perfect Game              | Mario Ontiveros              |                                |
| 2009                    | Hannah Montana: Film          | Rico Suave                   | rola drugoplanowa              |
| 2008                    | Tatastrofa                    | Andre                        | Disney Channel Original Movies |
| 2008                    | Disney Channel Games 2008     | on sam                       | drużyna żółtych                |
| 2008                    | Hannah Montana                | Rico Suave                   | główna - serial                |
| 2008                    | Beethoven 6 – Wielka ucieczka | Billy Bob                    | rola pierwszoplanowa           |
| 2007                    | Disney Channel Games 2007     | on sam                       | drużyna czerwonych             |
| 2007                    | Hannah Montana                | Rico Suave                   | główna - serial                |
| 2006                    | Disney Channel Games 2006     | on sam                       | drużyna czerwonych             |
| 2006                    | Water and Power               | Gibby; Gabby; tancerz        | wątek                          |
| 2006                    | Nacho Libre                   | Juan Pablo                   |                                |
| 2006                    | Nie ma to jak hotel           | Randall                      | epizod                         |
| 2006                    | Hannah Montana                | Rico Suave                   | główna - serial                |
| 2005                    | Wszyscy nienawidzą Chrisa     | dziecko                      | epizod                         |